# 西南楤木
西南楤木（学名：Aralia wilsonii）为五加科楤木属的植物，为中国的特有植物。分布于中国大陆的四川、云南等地，生长于海拔2,500米至2,700米的地区，多生长于丛林中，目前尚未由人工引种栽培。